# 川永村
川永村（かわながむら）は、和歌山県海草郡にあった村。旧名草郡である。

## 歴史
- 1889年（明治22年）4月1日 - 明治大合併による村制施行により、名草郡川永村となる。
- 1896年（明治29年）4月1日 - 郡の統合により名草郡が海部郡と合併して海草郡となる[1]。
- 1946年（昭和21年）3月21日 - 現職の村長が強盗団に殺害される。
- 1958年（昭和33年）4月1日 - 市町村合併により直川村、有功村、小倉村とともに和歌山市へ編入された。

## 経済
農業
『大日本篤農家名鑑』によれば、川永村の篤農家は「堀内榮三郎」のみである。

## 出身・ゆかりのある人物
- 杉山金太郎（実業家） - 豊年製油社長。

## 警察管轄署
- 和歌山東警察署